# Brod (Słowenia)
Brod – wieś w Słowenii, w gminie Bohinj. W 2018 roku liczyła 89 mieszkańców.